# Mercury Theatre
Il Mercury Theatre è stata una compagnia teatrale fondata da Orson Welles e John Houseman nel 1937 con l'intento di mettere in scena opere classiche e moderne.

## Storia
La compagnia (che il giovane regista dirigerà fino alla fine del suo periodo hollywoodiano) debutta con la messa in scena di una versione del Giulio Cesare di William Shakespeare, ambientata nell'Italia fascista, un'apertura che non poteva che essere polemica: oltre a Welles nella parte di Bruto, il personaggio di Giulio Cesare veniva caratterizzato presentando molte analogie con la figura di Mussolini.
Nell'estate del 1938 Welles (che nel mese di maggio è già apparso sulla copertina di TIME) e la compagnia Mercury Theatre diventarono una presenza quotidiana nelle trasmissioni dell'emittente radiofonica CBS, con il programma Mercury Theatre on the Air, nel quale venivano proposte reinterpretazioni audio di classici od opere letterarie popolari.
Ecco le loro produzioni:

## Produzioni
- Giulio Cesare, Mercury Theatre, New York
- The Shoemaker's Holiday, Mercury Theatre, New York (1º gennaio 1938)
- Heartbreak House,  Mercury Theatre, New York (29 aprile 1938)
- Too Much Johnson, Stony Creek Summer Theatre, Connecticut (16 agosto 1938)
- Danton's Death, Mercury Theatre, New York (5 novembre 1938)
- Five Kings, Colonial Theatre, Boston, Massachusetts (27 febbraio 1939)
- The Green Goddess, Palace Theatre, Chicago, Illinois (luglio 1939)
- Native Son, St. James Theatre, New York (24 marzo 1941)

### Mercury Theatre on the Air
- Dracula (11 luglio 1938)
- L'isola del tesoro (18 luglio 1938)
- A Tale of Two Cities (25 luglio 1938)
- The 39 Steps (1º agosto 1938)
- I'm a Fool/The Open Window/My Little Boy (8 agosto 1938)
- Abraham Lincoln (15 agosto 1938)
- The Affairs of Anatole (22 agosto 1938)
- Il conte di Montecristo (29 agosto 1938)
- L'uomo che fu Giovedì (5 settembre 1938)
- Giulio Cesare (11 settembre 1938)
- Jane Eyre (18 settembre 1938)
- Sherlock Holmes (25 settembre 1938)
- Oliver Twist (2 ottobre 1938)
- Hell On Ice (9 ottobre 1938)
- Seventeen (16 ottobre 1938)
- Il giro del mondo in 80 giorni (23 ottobre 1938)
- La guerra dei mondi (30 ottobre 1938)
- Heart of Darkness/Life With Father/Gift of the Magi (6 novembre 1938)
- A Passenger to Bali (13 novembre 1938)
- The Pickwick Papers (20 novembre 1938)
- Clarence (27 novembre 1938)
- The Bridge at San Luis Rey (4 dicembre 1938)